# ذا ويتشر 3: وايلد هانت

شعار اللعبة

الويتشر 3: الصيد البري (بالبولندية:Wiedźmin 3: Dziki Gon، بالإنجليزية: The Witcher 3: Wild Hunt) هي لعبة فيديو من نوع أكشن تقمص الأدوار تقع أحداثها في بيئة ذات عالم مفتوح صدرت بتاريخ 19 مايو 2015، وهي متوفرة على أجهزة مايكروسوفت ويندوز وماك أو إس عشرة وبلاي ستيشن 4 وإكس بوكس ون. اللعبة من تطوير سي دي بروجكت ريد. اللعبة هي الثالثة في السلسلة حيث سبقتها لعبة ذا ويتشر ولعبة ذا ويتشر 2: أساسنز أوف كينجز، وهي مستندة على سلسلة روايات المؤلف البولندي أندريه سابكوسكي بنفس الاسم. اللعبة صدرت بعدة لغات منها اللغة العربية حيث تم تعريب واجهة وقوائم اللعبة بالإضافة إلى ترجمة المحادثات إلى العربية وقد قامت شركة لوك أند مور بالتعريب.
تستخدم اللعبة منظور الشخص الثالث، حيث يلعب اللاعب ببطل الرواية جيرالت من ريفيا، وهو صياد وحوش معروف باسم ويتشر والذي ينطلق في رحلة طويلة عبر الممالك الشمالية في اللعبة، من خلال السيوف والسحر يستطيع اللاعب قتال الوحوش والاعداء، في حين أن يمكن للاعب التفاعل مع شخصيات اللعبة لتنفيذ مهام جانبية ومهام الرئيسية لتقدم من خلال القصة. تلقت اللعبة ردود فعل ايجابية من النقاد حيث بيعت أكثر من 6 ملايين نسخة في أول ستة أسابيع. فازت اللعبة بأكثر من 200 جائزة لعبة السنة من مواقع الألعاب المختلفة.

## موجز
بطل القصة هو الويتشر جيرالت من ريفيا وهو البطل في الجزئين السابقين من اللعبة وستكون الفصل الأخير من قصة جيرالت. مهمة جيرالت الجديدة تأتي بعد أن يقوم جيش غامض وأخروي معروف باسم «الصيد البري» بغزو الممالك الشمالية، تاركا في أعقابه الأرض غارقة بالدم والخراب والنار. ويبدو أن الويتشر (جيرالت) هو المفتاح لوقف هذا الهجوم الكارثي.

## القصة الأصلية

صورة من اللعبة

تبدأ القصة بأن جيرالت وفيزامير يبحثان عن سيري المختطفة عن طريق الوايلد هانت بقيادة ايريدين الذي يريد سيري وقتلها لانها من سلالة نادرة ودمها يحتوي على قدرات خارقة. خلال رحلة البحث يستعين جيرالت بكل من يعرف في انحاء الامبراطورية من أصدقاء وأعداء.في النهاية يجد سيري ويجمع كل الحلفاء الممكنين لهزيمة الوايلد هانت.و يتم الاتفاق بان أفضل مكان لمواجهة الوايلد هانت هو معقل مدرسة الذئاب (كار موهان) وبالفعل يواجه جيرالت وسيري وحلفائهم الوايلد هانت وتنتهي المواجهة الأولى بمقتل فيزامير أثناء تضحيته بنفسه من اجل سيري. بعد ذلك يتم الاستعانة بجميع الساحرات وكل قوة ممكنة للثأر من الوايلد هانت وبالفعل ينتهي الأمر بقتل جيرالت لايريدين.

## توسع قلوب متحجرة
تم إصدار هذه الإضافة في شهر أكتوبر 2015 أي بعد خمسة أشهر من إصدار اللعبة الاصلية. هذه القصة احداثها منفصلة عن القصة الاصلية وحتى يوجد هناك اختيار ان تلعب هذه القصة فقط دون القصة الرئيسية. تدور القصة حول أن هناك رجل (أولجيرد فون ايفيريك) عمل عهد مع شيطان في هيئة انسان (جانتر اوديم) أو سيد المرايا. هذا العهد نص على أن يكون أولجيرد خالدا لا يموت وأن يحول له أمير منافس له من (أوفير) إلى ضفدع مقابل أن يفعل ثلاثة أوامر لهذا الشيطان جانتر اوديم عندما يطلبها منه. بعد أن تحول وجد نفسه بلا مشاعر أو أي رغبة حتى زوجته التي تزوجها بعد قصة حب كبيرة وواجه رفض عائلتها الغنية له وهي أيضا ضحت من أجله. حاول جاهدا أن يتعلم السحر لكي يتخلص من هذه اللعنة دون جدوى فقام بعمل إعلان بقتل الضفدع مقابل مبلغ من المال. ومن هنا تبدأ اللعبة فعندما يذهب جيرالت إلى أولجيرد ويتم الاتفاق على قتل الضفدع وبالفعل بعد قتل الضفدع يكتشف جيرالت انه تحول لانسان ولكن تنتشر مادة سامه تسبب في فقدان جيرالت الوعي ويتم أسره عن طريق عائلة الأمير الضفدع. يخلصه الشيطان جانتر أوديم مقابل أن ينفذ الثلاث أماني الخاصة بأولجيرد ويضع على وجه جيرالت علامة لن تذهب الا بانهاء المهمة. وتنتهي القصة باختيارين اما أن تدع جانتر أوديم يقتل أولجيرد ويقوم اوديم باعلامك بعدة خيارات ومنها ان تعلم مكان سيري -هدفك في اللعبة- أو تساعد أولجيرد وتقتل جانتر أوديم ويستعيد أولجيرد أدميته ويعطيك سيفه مكافأه -يتميز سيفه بميزة خاصة- .
وقد تم إضافة مدينة جديدة وشعب جديد تعود اصولهم إلى الهند واسمهم (أوفير) ويتيحون لك امكانية تطوير الاحجار الرونية وصنعها أيضا، كم انها إضافة اسلحة ودروع جديدة جميلة.
لرؤية تقييم سعودي قيمر انقر هنا

## توسع دم ونبيذ
صدرت هذه الإضافة في مايو 2016 بعد ما يقارب العام على صدور اللعبة الاصلية. الإضافة قصتها منفصلة. تمت إضافة العديد من الخصائص للعبة معها وأيضا شخصيات ووحوش جديدة ومنطقة جديدة كليًا اسمها توسان.
حيث تتحدث الإضافة عن مصاص دماء يقتل مجموعة من الأشخاص ينقصوهم صفة من الصفات الحميدة والذي عددهها 5 , ويظهر بعد التحقيقات ان ايضاً اخت الملكة متورطه بالامر والجميل في هذه التوسعة انها تحتوي عدة نهايات وايضا مجموعة جديدة كلياً من ورق الجوينت!.

## أسلوب اللعب
ذا ويتشر 3: وايلد هانت هي أكبر بـ 30 مرة من ألعاب ويتشر السابقة، حيث يحتاج اللاعب للإبحار بالقوارب إلى بعض المواقع وامتطاء ظهر الحصان للسفر إلى أخرى. كما توجد ميز السفر السريع إلى المواقع المعروفة التي تم الوصول لها سابقا. وصفت ذا ويتشر 3 بأنها "20٪ أكبر من لعبة ذا إلدر سكرولز: سكايريم.

## الشخصيات
- جيرالت من ريفيا: هو بطل السلسلة.
- سيري أو سيريلا: هي بطلة السلسلة وابنة الإمبراطور فان اميريس وتربت على يد جيرالت وفيزامير وينيفر.
- ينيفير فنيجيربرج: ساحرة صديقة مقربة لجيرالت وتربطهم علاقة كثيرة الازمات والانقطاعات.
- امهير فان ايميريس: إمبراطور نيلفجارد وحاكم نصف العالم المتحضر ووالد سيري وهو من ساعد جيرالت بالاموال والجواسيس لايجاد سيري.
- تريس ميريجولد: ساحرة وبطلة معركة سودين وعضوة في مجلس الساحرات. تتميز تريس بذكاء بارع وجمال خارق جذاب تربطها علاقة عاطفية مع جيرالت.
- فيزامير: المعلم والأب الروحي لجيرالت وهو المسئول عن معقل المشعوذين (الويتشيرز) في مدرسة الذئاب (كاير مورهان).
- لامبارت: رفيق جيرالت في مدرسة الذئاب (كاير مورهان).
- اسكيل: رفيق جيرالت الثاني في مدرسة الذئاب (كاير مورهان).
- داندولاين: الفتى المدلل الثري صاحب الإرث وهو من أصدقاء جيرالت في (نوفيجراد).
- زولتان: من الأقزام وهو صديق لجيرالت في (نوفيجراد) وله دور في مساعدة جيرالت خلال القصة.
- فيرنون روش: صديق جيرالت القديم من فيزيما ووالد سيري أيضا وهو مناضل يقود جيش الثوار لتحرير فيزيما من قبضة الإمبراطور (فان ايميريس).
- الملك رادوفيد الخامس: ملك طاغية مسيطر على نوفيجراد ومعروف بكرهه الشديد للسحرة واسس قوات النار الخالدة لملاحقة الساحرات واعدمهم حرقا.
- كيرا ميتز: ساحرة وعضوة في مجلس الساحرات ولها دور في القصة لمساعدة جيرالت في البحث عن سيري.
- فيليبا ايلهارت: ساحرة وعضوة في مجلس الساحرات قام الملك رادوفيد بفقأ عينيها وهمها الأكبر هو الانتقام من رادوفيد وقتله.
- ديكسترا: أخطر جواسيس الامبراطورية يعمل لمصلحته فقط وله دور في إمداد جيرالت بالمعلومات.
- بريسيلا: مطربة وفنانة وهي من أوقعت داندولاين في مصيدة الحب.
- البارون الدموي: حاكم للمنطقة المتنازع عليها بين رادوفيد وفان اميريس وهي (فيلين) وهو فظ غليظ وقد ساعد جيرالت من أجل خدمة له.
- مورفران فورهيس: القائد الأعلى لقوات الإمبراطور فان اميريس وذراعه اليمنى.
- كراخ: هو (يارل) أو حاكم من إحدى حكام (سكيليجا) وصديق لجيرالت وينيفير.
- يالمار: ابن كراخ وفي سياق اللعبة من الممكن أن يصبح ملك (سكيليجه) أو أخته كيريس.
- كيريس: ابنة كراخ وشقيقة يالمار الصغرى مشاغبة وطامعة في منصب ملك سكيليجا.
- ايرميون: ساحر سكيليجا ومن المشرفين على تربية سيري وصديق لجيرالت.

## الاستقبال
تقييمات:
| استقبال |                                                    |
| --- | -------------------------------------------------- |
| مجموع النقاط المجموع نقاط ميتاكريتيك (PC) 93/100 (PS4) 92/100 (XONE) 91/100 (NS) 85/100 نتائج المراجعة نشرة نقاط دستركتويد 8/10 غيم إنفورمر 9.75/10 غيم ريفولوشن غيم سبوت 10/10 غيمز رادار غيم تريلرز 9.8/10 آي جي إن 9.3/10 بي سي غيمر (الولايات المتحدة) 92/100 بوليغون 8/10 ترو جيمنج 9.3/10 [ 16 ] فيديو غيمر.كوم 9/10 |                                                    |
| مجموع النقاط |                                                    |
| المجموع | نقاط                                               |
| ميتاكريتيك | (PC) 93/100 (PS4) 92/100 (XONE) 91/100 (NS) 85/100 |
| نتائج المراجعة |                                                    |
| نشرة | نقاط                                               |
| دستركتويد | 8/10                                               |
| غيم إنفورمر | 9.75/10                                            |
| غيم ريفولوشن | 3.5/5 stars                                        |
| غيم سبوت | 10/10                                              |
| غيمز رادار | 4/5 stars                                          |
| غيم تريلرز | 9.8/10                                             |
| آي جي إن | 9.3/10                                             |
| بي سي غيمر (الولايات المتحدة) | 92/100                                             |
| بوليغون | 8/10                                               |
| ترو جيمنج | 9.3/10                                             |
| فيديو غيمر.كوم | 9/10                                               |

### المبيعات
باعت اللعبة 28.3 مليون نسخة حول العالم، كما ان مبيعات السلسلة وصلت إلى 50 مليون نسخة. في 14 من أبريل 2022، أعلنت شركة سيدي بروجكت ريد رسمياً انه اللعبة قد باعت حوالي 40 مليون نسخة عالميًا، مع وصول مبيعات السلسلة إلى 65 مليون نسخة. في اواخر مايو 2023، اعلن عن وصول مبيعات اللعبة الى 50 مليون نسخة.

### الجوائز
| الجائزة                             | الفئة | النتيجة |
| ----------------------------------- | ----- | ------- |
| جائزة جولدن جويستيك                 |       |         |
| أفضل لعبة للعام على الإطلاق         | فوز   |         |
| أفضل قصة                            | فوز   |         |
| أفضل تصميم مرئي                     | فوز   |         |
| أفضل لحظة في الألعاب                | فوز   |         |
| الأكثر طلبا (2014)                  | فوز   |         |
| الأكثر طلبا (2013)                  | فوز   |         |
| Global Game Awards                  |       |         |
| لعبة السنة                          | فوز   |         |
| أفضل عالم مفتوح                     | فوز   |         |
| أفضل قصة                            | فوز   |         |
| أفضل صوت                            | فوز   |         |
| أفضل لعبة آر بي جي                  | رُشِّح   |         |
| أفضل جرافيكس                        | رُشِّح   |         |
| جوائز اللعبة 2015                   |       |         |
| لعبة السنة                          | فوز   |         |
| أفضل سرد قصصي                       | رُشِّح   |         |
| أفضل موسيقي تصويرية/تسجيل صوتي      | رُشِّح   |         |
| أفضل أداء (دوغ كوكل دور جيرالت)     | رُشِّح   |         |
| أفضل لعبة الأدوار                   | فوز   |         |
| أفضل إخراج فني                      | رُشِّح   |         |
| غيم سبوت                            |       |         |
| لعبة السنة                          | فوز   |         |
| لعبة السنة على أجهزة البلاي شتيشن 4 | فوز   |         |
| لعبة السنة على أجهزة إكس بوكس ون    | فوز   |         |
| لعبة السنة على أجهزة الكمبيوتر      | فوز   |         |
| جاينت بومب                          |       |         |
| أفضل لعبة منتظرة                    | فوز   |         |
| أفضل شخصية جديدة                    | فوز   |         |
| أفضل لحظة                           | رُشِّح   |         |
| أفضل قصة                            | رُشِّح   |         |
| أفضل لعبة                           | رُشِّح   |         |
| آي جي إن                            |       |         |
| لعبة السنة                          | فوز   |         |
| اختيار الجمهور للعبة العام          | فوز   |         |
| ميتاكريتيك                          |       |         |
| اختيار القراء                       | فوز   |         |
| لعبة السنة على أجهزة الكمبيوتر      | فوز   |         |
| PlayStation.Blog                    |       |         |
| أفضل لعبة بلاي ستيشن 4              | فوز   |         |
| أفضل قصة                            | فوز   |         |
| أفضل تسجيل صوتي                     | فوز   |         |
| أفضل إضافة (Blood and wine)         | فوز   |         |

## وصلة خارجية
- ذا ويتشر 3: وايلد هانت على موقع IMDb (الإنجليزية)

- الموقع الرسمي

http://www.gamespot.com/articles/witcher-3s-blood-and-wine-expansion-could-be-comin/1100-6431372/